# Kanadische Monarchie
Die kanadische Monarchie ist ein parlamentarisches Regierungssystem, in dem ein erblicher Monarch der Souverän Kanadas ist und die Rolle des Staatsoberhaupts innehat. Staatsoberhaupt ist seit dem 8. September 2022 König Charles III., der offiziell als König von Kanada (englisch King of Canada, französisch Roi du Canada) bezeichnet wird. Auch andere Mitglieder der britischen Königsfamilie haben in Kanada verschiedene offizielle Funktionen und repräsentieren den Staat in anderen Staaten.
Die meisten Hoheitsrechte in Kanada werden durch den Generalgouverneur (seit Juli 2021 Mary Simon) wahrgenommen, jedoch verfügt der Monarch über gewisse Rechte, die er selbst wahrnimmt. In den zehn Provinzen des Staates wird der Monarch von einem Vizegouverneur vertreten, nicht jedoch in den drei Territorien. 
Die kanadische Monarchie entwickelte sich aus den kolonialen Beziehungen zum Vereinigten Königreich heraus, ist aber heute gegenüber der britischen Monarchie rechtlich eigenständig. 15 Staaten – darunter Kanada – sind innerhalb des Commonwealth of Nations in Personalunion miteinander verbunden und werden als Commonwealth Realms bezeichnet.

## Abgrenzung zur britischen Monarchie
Die Balfour-Deklaration von 1926 gab den Dominions das Recht, sich gegenüber dem Vereinigten Königreich als gleichberechtigt und nicht als untertan zu betrachten. Daraus ergab sich eine „geteilte Krone“, die in jedem Commonwealth Realm rechtlich eigenständig ist, anstelle der bisherigen ungeteilten britischen Krone, der alle Dominions unterstellt waren. Dadurch war die Monarchie nicht mehr eine ausschließlich britische Institution. Dieser Bedeutungswandel wurde erstmals im Royal and Parliamentary Titles Act 1927 sichtbar und 1931 im Statut von Westminster weiter verdeutlicht.
Die Verfassungsbestimmungen betreffend Thronfolge in der kanadischen Monarchie unterliegen der Kontrolle des kanadischen Parlaments. Durch die Annahme des Statuts von Westminster hat es sich jedoch einverstanden erklärt, die Thronfolgeregelung nicht ohne einhellige Zustimmung der anderen Commonwealth Realms zu ändern. Diese Regelung betrifft alle anderen beteiligten Staaten gleichermaßen, einschließlich des Vereinigten Königreichs. Es gibt jedoch keine verfassungsrechtliche Bestimmung, wonach der kanadische Monarch zwingend die gleiche Person sein muss wie der britische Monarch. Sollte also das Vereinigte Königreich die in der Präambel des Statuts von Westminster enthaltene Vereinbarung brechen und die Thronfolgeregelung des britischen Throns ohne die Zustimmung Kanadas ändern, hätte diese Änderung keine Auswirkung auf den regierenden Monarchen Kanadas oder dessen Erben und Nachfolger.

## Titel
In Kanada lautet der Titel von König Charles III. wie folgt:
- Englisch:

- Französisch:

Deutsche Übersetzung: 

„Charles der Dritte, von Gottes Gnaden König des Vereinigten Königreichs, Kanadas und Seiner anderen Königreiche und Territorien, Oberhaupt des Commonwealth, Verteidiger des Glaubens.“

Dieser Titel unterstreicht durch die Nennung Kanadas den Status des Staates als unabhängiges Königreich. Ferner hebt er die Rolle des Souveräns als Monarch von Kanada und die Teilung der Krone unter den Commonwealth Realms hervor. Üblicherweise wird der Souverän als „König(in) von Kanada“ bezeichnet und so angesprochen, wenn dieser im Staat weilt oder im Ausland im Namen Kanadas auftritt. Der Titel enthält auch die Phrase „Verteidiger(in) des Glaubens“, obschon weder der Monarch noch die Gouverneure in Kanada irgendeine religiöse Funktion ausüben (Kanada hat keine Staatskirche).

## Thronfolge

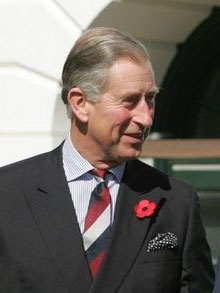
Charles III.

Seit 2015 folgt die Thronfolge geschlechtsunabhängig der Primogenitur, zuvor waren männliche Nachkommen gegenüber weiblichen bevorzugt; die Neuregelung gilt allerdings nur für nach dem 28. Oktober 2011 geborene potentielle Thronfolger. Der Monarch muss der Church of England angehören. Er darf außerdem nicht ohne Einverständnis des Monarchen geheiratet haben, wenn er zum Zeitpunkt der Eheschließung einen der ersten sechs Plätze der Thronfolge belegte; auch alle Nachkommen aus einer nicht entsprechend geschlossenen Ehe sind von der Thronfolge ausgeschlossen.
Die Thronfolge entspricht den Regelungen der Bill of Rights von 1689 und des Act of Settlement von 1701 in der durch den Succession to the Crown Act 2013 (Perth Agreement) grundlegend veränderten Fassung. Diese Gesetze wurden zwar ursprünglich für das Königreich England bzw. das Vereinigte Königreich verabschiedet, sind aber durch Übernahme Bestandteile des kanadischen Verfassungsrechts geworden. Sie beschränken die Thronfolge auf die legitimen Nachkommen von Sophie von der Pfalz. Die Regelung, nachdem der Monarch nicht mit einer Person katholischer Konfession verheiratet sein darf, wurde durch das Perth Agreement aufgehoben. In Kanada wurde die Regelung bereits 2003 gerichtlich angefochten (O’Donohue v. Canada), da ein großer Teil der kanadischen Bevölkerung katholisch ist und somit diskriminiert werde, das Oberste Gericht der Provinz Ontario wies die Klage jedoch ab.
Nach dem Ableben oder der Abdankung des Monarchen tritt der Erbe unmittelbar die Nachfolge an, ohne dass eine Bestätigung oder eine weitere Zeremonie nötig ist. Dennoch ist es vorgeschrieben, dass der Generalgouverneur im Namen des kanadischen Kronrats den neuen Souverän öffentlich verkündet. Gouverneure, Staatsbeamte, Parlamentarier und Offiziere sind verpflichtet, einen neuen Treueschwur zu leisten. Der einzige kanadische Monarch, der abdankte, war 1936 König Eduard VIII. Er durfte dies nur mit der ausdrücklichen Genehmigung der kanadischen Regierung tun; diese wurde ein Jahr später vom Parlament durch die Verabschiedung eines Gesetzes bestätigt.

## Konstitutionelle Rolle
Der kanadische Monarch ist das Staatsoberhaupt und der Souverän des Staates. Auf Bundesebene wird er durch den Generalgouverneur vertreten, auf Provinzebene durch die Vizegouverneure. Ersterer wird vom Monarchen auf Empfehlung des Premierministers ernannt, letztere durch den Generalgouverneur (wobei üblicherweise auch der Rat des Regierungschefs der jeweiligen Provinz eingeholt wird). Bevor der Generalgouverneur seine Zustimmung gibt, informiert er den Monarchen. Sowohl Generalgouverneur als auch Vizegouverneur haben den Rang eines Vizekönigs. Da alle exekutive Gewalt dem Monarchen übertragen wird, handeln die Institutionen des Staates in seinem Namen. Aus diesem Grund wird die Regierung formell als „Die Regierung Seiner Majestät in Kanada“ (His Majesty’s Government in Canada) bezeichnet. Die Verfassung schreibt vor, dass jede Veränderung in der Rolle des Monarchen oder seiner Stellvertreter die Zustimmung des Senats, des Unterhauses und der Parlamente aller Provinzen benötigt.

### Rechte und Pflichten
Die Macht des Monarchen ist theoretisch sehr ausgedehnt. So kann er völkerrechtliche Verträge abschließen und Botschafter entsenden. Für die Ausübung dieser Hoheitsrechte ist die Zustimmung des Parlaments nicht erforderlich. Beide Kammern müssen sogar um die Zustimmung der Krone bitten, bevor sie überhaupt ein Gesetz beraten dürfen, das die Hoheitsrechte oder die Interessen des Souveräns berührt. Die Hoheitsrechte sind jedoch nicht unbegrenzt. Zum Beispiel darf der Monarch ohne ausdrückliche Erlaubnis des Parlaments keine neuen Steuern erheben und eintreiben.
Die Krone ernennt den Premierminister, der den Monarchen und den Generalgouverneur berät, wie diese ihre Exekutivgewalt ausüben sollen. In Übereinstimmung mit ungeschriebenem Verfassungsrecht müssen der Monarch und der Generalgouverneur jene Person zum Regierungschef ernennen, die Vorsitzender jener Partei ist, die im Unterhaus am meisten Sitze hält. Der Generalgouverneur informiert den Monarchen über die Annahme des Rücktritts eines Premierministers sowie über der Vereidigung des neuen Regierungschefs und dessen Kabinett.
Theoretisch hat die Krone das Recht, Minister zu ernennen und zu entlassen. Auch die Ernennung von Vizegouverneuren, Mitgliedern des Kronrates, Senatoren, dem Sprecher des Senats, Richtern des Obersten Gerichtshofes sowie Richtern an den Gerichten in den Provinzen gehört zu den Hoheitsrechten. Diese Aufgaben werden gemäß dem Verfassungsgesetz von 1867 durch den Generalgouverneur wahrgenommen. In der Praxis werden aber nur jene Kandidaten ernannt, die vom Premierminister und – auf niedrigeren Stufen – von anderen Ministern vorgeschlagen wurden. Auf Provinzstufe nehmen die Vizegouverneure auf Anraten der Provinzregierungen ebenfalls Ernennungen vor.

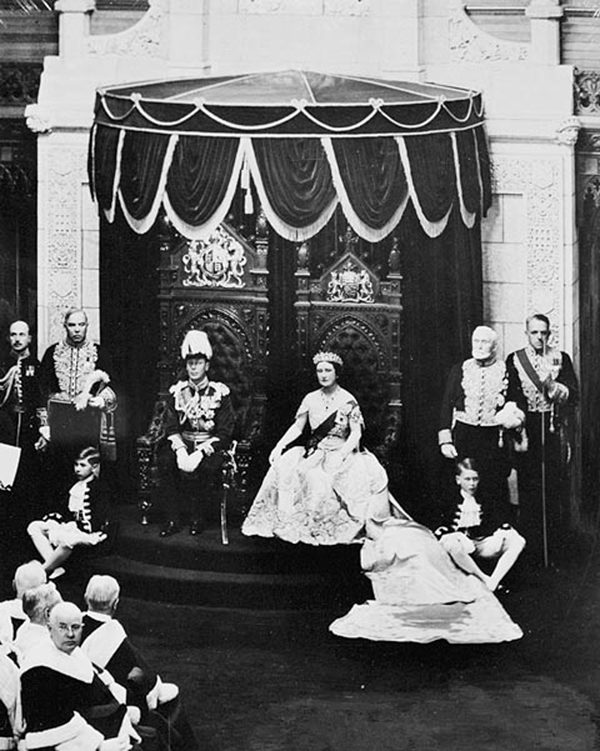
Der König von Kanada, Georg VI., und seine Ehefrau, Königin Elizabeth (später „Queen Mum“ genannt) bei einer Sitzung des Senats (19. Mai 1939).

Zu den Hoheitsrechten gehören auch Kriegserklärungen, Friedensschlüsse und das Befehligen der Streitkräfte. Doch auch hier trifft der Premierminister de facto die Entscheidungen. Der Monarch oder der Generalgouverneur können in die Außenpolitik eingreifen, indem sie Verträge, Bündnisse und internationale Vereinbarungen aushandeln und ratifizieren. Hierbei ist keine Zustimmung des Parlaments erforderlich. Allerdings darf ein solches Vorgehen keine Gesetzesänderungen zur Folge haben. Im Namen des Monarchen ernennt der Generalgouverneur Botschafter und empfängt ausländische Diplomaten. Bedeutende Untersuchungskommissionen werden als Royal Commission bezeichnet und im Namen des Monarchen durch das Kabinett eingesetzt.
Das Staatsoberhaupt bildet eine von drei Komponenten des kanadischen Parlaments; die beiden anderen sind der Senat und das Unterhaus. Das Verfassungsgesetz von 1867 schreibt vor, dass allein der Generalgouverneur das Unterhaus einberufen kann. Allerdings ist es das Recht des Monarchen, das Parlament vorzeitig aufzulösen oder die Legislaturperiode zu verlängern. Die Parlamentseröffnung markiert den Beginn einer neuen Parlamentssession, wobei in dessen Verlauf der Monarch oder der Generalgouverneur im Senatssaal die Thronrede hält und das Programm der Regierung verkündet. Nach der Auflösung des Parlaments ordnet der Generalgouverneur Neuwahlen an.
Es gibt auch einzelne Aufgaben, die ausdrücklich vom Monarchen ausgeübt werden müssen, und Gesetze, die dessen persönliche Zustimmung erfordern. Dazu gehören das Unterzeichnen von Ernennungspapieren für Generalgouverneure, die Bestätigung von Verleihungen kanadischer Orden und jegliche Änderung in seinem Titel. Selten muss der Monarch auch direkt in die Tagespolitik eingreifen. So ordnete Königin Elisabeth II. 1990 auf Anraten von Premierminister Brian Mulroney die Erhöhung der Anzahl der Senatoren an, um die Annahme der Mehrwertsteuer zu sichern.
Nur bei außergewöhnlichen Umständen widersetzen sich der Monarch und dessen Stellvertreter ausdrücklich dem Rat des Premierministers. Auf Bundesebene geschah dies letztmals 1926, als Julian Byng der Anordnung von Premierminister William Lyon Mackenzie King nicht Folge leistete und die Auflösung des Parlaments verweigerte, was zur King-Byng-Affäre führte. Auf Provinzebene verweigerte John Campbell Bowen, der Vizegouverneur von Alberta, 1937 aufgrund verfassungsrechtlicher Bedenken die Zustimmung zu drei Gesetzen der Regierung von William Aberhart.

### Provinzen
Die kanadische Monarchie ist föderal strukturiert. Dies bedeutet, dass der Monarch nicht nur das Staatsoberhaupt von ganz Kanada ist, sondern zusätzlich aller zehn Provinzen. Die kanadische Krone wird in elf gleichberechtigte Rechtssubjekte „geteilt“. Die Souveränität der Provinzen wird demzufolge nicht vom Bundesstaat abgeleitet, sondern direkt vom Monarchen selbst. Die Väter der Konföderation wählten dieses in den Commonwealth Realms einmalige System als Bollwerk gegen die potenzielle Zersplitterung des Landes. Jegliche Verfassungsänderung, welche die Rolle der Krone in den Provinzen ändert, benötigt die einhellige Zustimmung aller Provinzparlamente und des Bundesparlaments (anstatt der sonst üblichen Zweidrittelmehrheit).
Ein Vizegouverneur dient in jeder Provinz als Vertreter des Monarchen und kommt in dessen Namen allen konstitutionellen und zeremoniellen Verpflichtungen nach. Er wird vom Generalgouverneur auf Anraten des Premierministers ernannt, wobei er Rücksprache mit dem Regierungschef der jeweiligen Provinz hält. Die Kommissare der drei Bundesterritorien (Nunavut, Yukon und Nordwest-Territorien) üben eine ähnliche Funktion aus. Sie werden ebenfalls vom Generalgouverneur ernannt, aber auf Anraten des Ministers des Department of Indian Affairs and Northern Development. Da die Territorien keine souveränen Rechtssubjekte sind, vertreten die Kommissare nicht den Souverän, sondern den Bundesstaat. Sie erhalten ihre Instruktionen vom oben genannten Minister.

## Rechtliche Rolle
Alle Gesetze in Kanada werden im Namen des Monarchen erlassen. Folgende Worte, die so genannte Verfügungsformel, bilden stets einen Teil eines vom Parlament erlassenen Gesetzes: „Seine Majestät erlässt deshalb nun Folgendes im Namen und mit dem Einverständnis des Senats und des Unterhauses von Kanada.“ (Now, therefore, His Majesty, by and with the advice and consent of the Senate and House of Commons of Canada, enacts as follows.) Bevor ein Beschluss auf Bundes- oder Provinzebene Gesetzeskraft erlangen kann, ist die als Royal Assent bezeichnete Zustimmung des Monarchen erforderlich, die vom Generalgouverneur mit dem Großen Siegel von Kanada oder von den Vizegouverneuren mit dem entsprechenden Provinzsiegel gewährt wird. Der Generalgouverneur kann eine Gesetzesvorlage zur eingehenderen Prüfung an den Monarchen weiterleiten, ein Vizegouverneur an den Generalgouverneur. Der Monarch hat das Recht, innerhalb einer bestimmten Frist eine Gesetzesvorlage zurückzuweisen, was jedoch äußerst selten geschieht. Neue Gesetze in den Territorien unterliegen der Prüfung durch die Bundesregierung.
Der Monarch wird darüber hinaus als fount of justice („Quell der Gerechtigkeit“) bezeichnet und ist theoretisch dafür verantwortlich, über alle Untertanen Recht zu sprechen. Da der Monarch bei Gerichtsfällen nicht persönlich anwesend sein kann, werden alle juristischen Tätigkeiten in seinem Namen ausgeführt. Das Common Law besagt, dass der Monarch kein Unrecht begehen kann (can do no wrong) und demzufolge im Falle eines Verbrechens nicht in seinem eigenen Namen angeklagt werden kann. Zivilklagen gegen den Monarchen in seiner öffentlichen Funktion (das heißt gegen die Regierung) sind erlaubt. Klagen gegen den Monarchen als Privatperson hingegen können vor Gericht nicht erhoben werden. Der Monarch beziehungsweise der Generalgouverneur übt auch das „Hoheitsrecht der Barmherzigkeit“ (prerogative of mercy) aus und kann Vergehen gegen die Krone begnadigen. Begnadigungen können vor, während oder nach einem Gerichtsprozess ausgesprochen werden, üblicherweise jedoch nur gemäß dem Rat der Minister.
Die Krone hat eine lang andauernde Beziehung zu den Ureinwohnern Kanadas, den First Nations, Inuit und Métis. Ähnlich wie bei den Māori mit dem Vertrag von Waitangi in Neuseeland betrachten die kanadischen Ureinwohner ihre Verträge als direkte Vereinbarungen zwischen ihnen und der Krone und nicht mit der immer wieder wechselnden Bundesregierung. Die Königliche Proklamation von 1763 legte fest, dass die First Nations autonome politische Gebilde sind, und bestätigte ihre Landrechte. Die Proklamation ist heute noch ein wichtiges Dokument und bildet einen Teil der Kanadischen Charta der Rechte und Freiheiten von 1982. Darin wird die Krone verpflichtet, die Territorien der First Nations zu schützen und die bilateralen Beziehungen „von Nation zu Nation“ aufrechtzuerhalten.

## Finanzen
Die kanadischen Steuerzahler kommen nicht für das persönliche Einkommen des Monarchen oder für den Unterhalt der königlichen Residenzen außerhalb des Staates auf. Nur wenn der Monarch in Kanada weilt oder im Ausland als Vertreter Kanadas auftritt, erhält er aus Staatsmitteln finanzielle Unterstützung für die Ausübung seiner Pflichten. Dies trifft auch auf andere Mitglieder der Königsfamilie zu. Die kanadische Regierung bezahlt üblicherweise nur jene Kosten, die der Generalgouverneur und die Vizegouverneure beim Ausüben ihres Amtes verursachen. Dazu gehören Reisen, Sicherheit, Residenzen, Büros und Zeremonien.
Bund und Provinzen führen zwar Buch über die Ausgaben, die im Zusammenhang mit der Krone anfallen, diese werden jedoch nicht zentral veröffentlicht. Aus diesem Grund führt die Monarchistische Liga Kanadas alle drei Jahre eine Untersuchung durch, welche die Staatshaushalte von Bund und Provinzen genauer auf solche Ausgaben hin überprüft. Die Studie aus dem Jahr 2011/2012 ergab für das Vorjahr Kosten in Höhe von 56,88 Millionen Dollar.

## Residenzen

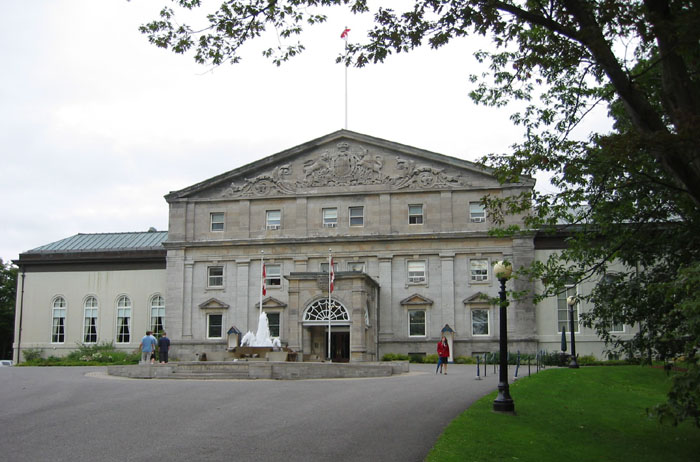
Rideau Hall

Die Residenz des kanadischen Monarchen und gleichzeitig des Generalgouverneurs ist Rideau Hall in der Hauptstadt Ottawa. Dort finden die meisten Staatsbankette, Investituren, Vereidigungen und sonstige Zeremonien statt. Darüber hinaus wohnen hier Staatsoberhäupter auf Besuch. Eine weitere Residenz ist in der Zitadelle von Québec, die als Rückzugsort des Generalgouverneurs dient. Die Provinzen British Columbia, Saskatchewan, Manitoba, Nova Scotia, New Brunswick und Prince Edward Island verfügen über eigene Residenzen, die von den Vizegouverneuren genutzt werden, in denen aber auch der Monarch und andere Mitglieder der Königsfamilie wohnen, wenn sie dort zu Gast sind. Alle Residenzen sind im Besitz der Krone und können nicht verkauft werden.

## Monarchisten und Republikaner
Im Gegensatz zu anderen Commonwealth Realms gab es in Kanada kaum je eine nationale Debatte über den Ersatz der Monarchie durch eine republikanische Staatsform. Viele Kanadier sind sich nicht einmal bewusst, dass sie einen Monarchen als Staatsoberhaupt haben. Eine Umfrage des Meinungsforschungsinstituts EKOS ergab 2002, dass nur fünf Prozent der Bevölkerung Elisabeth II. korrekt als kanadisches Staatsoberhaupt nennen konnten; die Mehrheit glaubte, es sei der Premierminister.
Wird doch eine Debatte geführt, dann ist sie eher akademischer Natur und aus dem Blickwinkel der Politikwissenschaft heraus. Keine der führenden politischen Parteien des Staates – weder die Liberale Partei noch die Konservative Partei – befürwortet die Abschaffung der Monarchie. Die Neue Demokratische Partei nimmt zu dieser Frage offiziell keine Stellung. Kanada hatte noch nie einen Regierungschef, der offen republikanisches Gedankengut vertrat.
Die einzige Provinz mit erkennbaren republikanischen Tendenzen ist Québec. Die Parti Québécois nahm bisweilen eine feindselige Haltung gegenüber der Monarchie ein. Da die Partei jedoch eine größere Souveränität Québecs als drängenderes Problem ansieht und die Krone als reine Angelegenheit des Bundes betrachtet, nahm sie zu dieser Frage in jüngster Vergangenheit nicht Stellung.
Es gibt zwei Interessengruppen, die die jeweiligen Enden des Meinungsspektrums vertreten und regelmäßig in den Medien präsent sind, einerseits die Monarchistische Liga Kanadas (Monarchist League of Canada, Ligue monarchiste du Canada), anderseits die Bürger für eine kanadische Republik (Citizens for a Canadian Republic, Citoyens et citoyennes pour une république canadienne).